# Южное (электродепо, Москва)
Электродепо́ «Ю́жное» (ТЧ-17) — электродепо Московского метрополитена, обслуживающее Замоскворецкую линию, расположено на территории района Братеево, рядом с действующим депо ТЧ-17 «Братеево». После открытия «Южного» они были объединены — новое депо получило номер «Братеево», которое, в свою очередь, стало отстойно-ремонтным корпусом в его составе, что позволит ускорить замену подвижного состава на обслуживаемых линиях на современные поезда «Москва-2024». После объединения оно стало наиболее крупным электродепо в Европе, превзойдя электродепо «Южное» Петербургского метрополитена.
Депо введено в эксплуатацию 21 мая 2025 года. В проектной документации наравне с названием «Южное» используется название «Брате́ево-2».

## Проект

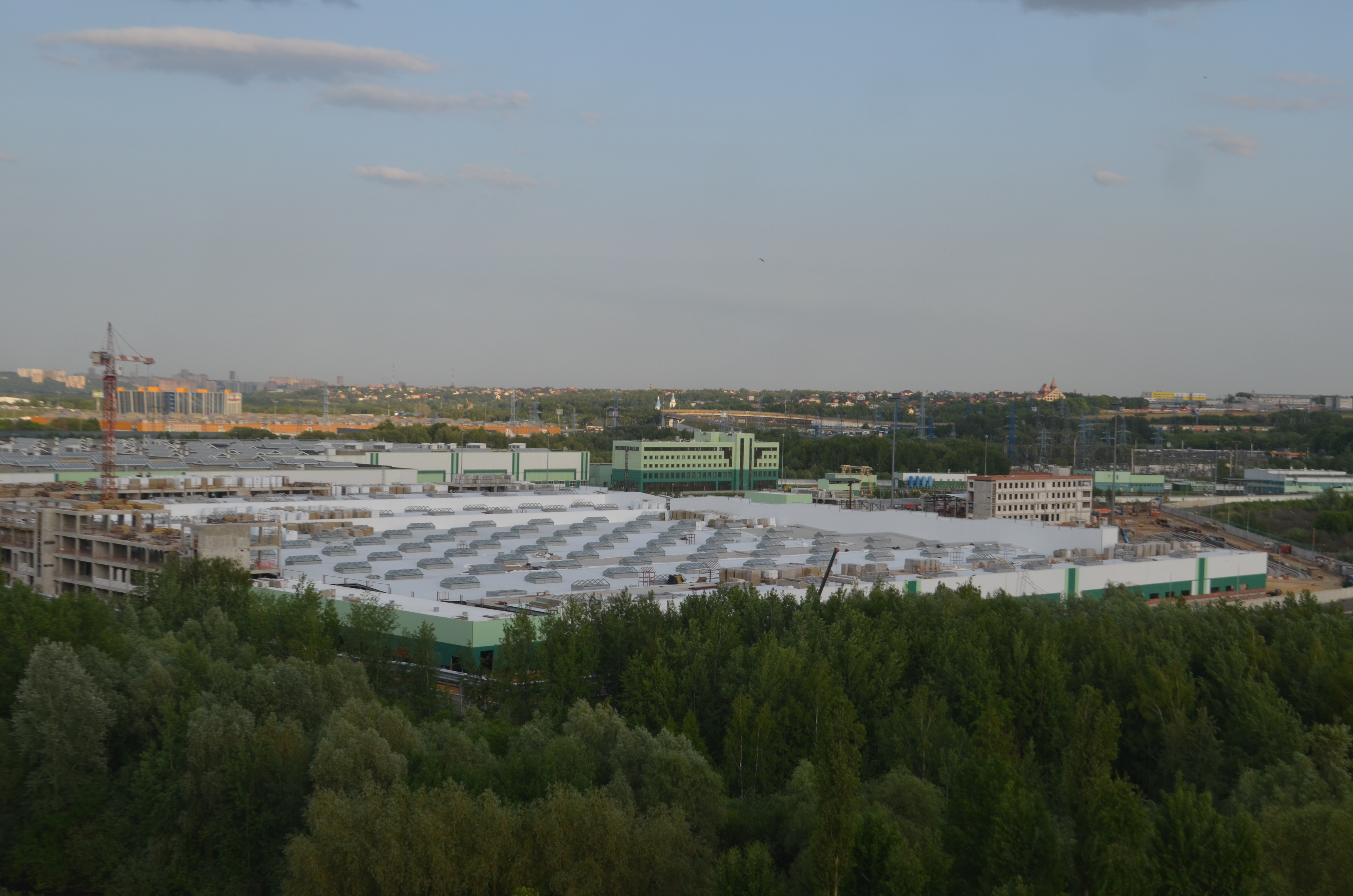
вид на строительство в мае 2023 года

Депо под проектным названием «Южное» изначально предлагалось для обслуживания Третьего пересадочного контура, с вводом его в действие вместе с юго-восточным участком линии. Расположить его было предложено на левом берегу Москва-реки к юго-западу от Курьяновских станций аэрации с примыканием к путям линии между станциями «Каширская» и «Кленовый бульвар».
В конце 2013 года Марат Хуснуллин заявил о возможности дальнейшего расширения отстойно-ремонтного корпуса строившегося на тот момент депо «Братеево» в связи с нехваткой депо для обслуживания южного участка Третьего пересадочного контура. Было принято решение о передаче действующего депо «Замоскворецкое», обслуживающего Замоскворецкую и Каховскую линии, Третьему пересадочному контуру после вхождения Каховской линии в его состав, и о проектировании нового депо «Южное» на территории района Братеево для Замоскворецкой и Люблинско-Дмитровской линий.
ГУП «Московский метрополитен» были выдвинуты условия по организации единого инженерно-технического комплекса с действующим депо «Братеево» для их взаимосвязанной работы. ОАО «Мосинжпроект» предложил площадку вплотную к депо «Братеево» с западной стороны, располагающуюся на территории планируемой ООПТ «Фаунистический заказник „Братеевская пойма“». ГАУ НИиПИ Генплана Москвы был предложен более приоритетный по экологическим ограничениям участок севернее реки Городни (восточнее застройки у метро «Алма-Атинская»). Также рассматривались варианты планировки депо между Бесединским шоссе и рекой Шмелёвкой и между Шмелёвкой и МКАД. Основным вариантом для дальнейшего проектирования был выбран участок к западу от депо «Братеево».

### Состав
На участке с проектируемой площадью 12,35 га расположен отстойно-ремонтный комплекс с камерой мойки составов, административно-бытовой корпус, мотовозный цех, здание эксплуатационных служб и другие сооружения. Подъездная ветка длиной 0,3 км подключена к I (западному) пути подъездной ветки депо «Братеево». Предполагается, что в электродепо «Южное» будет работать 900 человек.

## Строительство

### Обслуживаемые линии
| Линия          | Годы       |
| -------------- | ---------- |
| Замоскворецкая | 2025—н. в. |

## Подвижной состав

### Пассажирский подвижной состав
| Тип вагонов                        | Период     | Вагонов в составе | Состояние               |
| ---------------------------------- | ---------- | ----------------- | ----------------------- |
| 81-717.5/714.5                     | 2025—н. в. | 8                 | регулярная эксплуатация |
| 81-717.5М/714.5М                   | 2025—н. в. | 8                 | регулярная эксплуатация |
| 81-775.2/776.2/777.2 «Москва-2024» | 2025—н. в. | 8                 | регулярная эксплуатация |